# Tomáš Vychodil
Tomáš Vychodil (* 7. Oktober 1975 in Olomouc) ist ein tschechischer Fußballspieler.

## Vereinskarriere
Vychodil begann mit dem Fußball bei Sokol Újezd, nach vier Jahren wechselte er zum SK Uničov. Dort blieb er eine Saison, von 1990 bis 1995 spielte er für Sigma Olomouc. Anschließend kehrte der Abwehrspieler nach Uničov zurück. 1997 wurde er vom Erstligisten SFC Opava verpflichtet, für den er 93 Spiele in der ersten und 28 in der zweiten Liga bestritt.
2002 ging der Verteidiger zu Kristall Smolensk in die zweite russische Liga. 2003 spielte Vychodil für den Ligakonkurrenten FK Chimki, von 2004 bis 2005 stand der Tscheche bei Tom Tomsk unter Vertrag. Von Mitte 2005 bis 2012 spielte Vychodil für den russischen Zweitligisten FK Sibir Nowosibirsk. Danach folgte eine Saison beim FK Nowokusnezk, nach der er zu Sibir in die sibirische Metropole Nowosibirsk zurückkehrte.